# ابی مارتین

ابیگیل سوزان مارتین (زاده ۶ سپتامبر ۱۹۸۴) روزنامه‌نگار، مجری تلویزیون و فعال آمریکایی است. او به تأسیس وب‌سایت روزنامه‌نگاری شهروندی Media Roots کمک کرد و در هیئت مدیره بنیاد آزادی رسانه که پروژه سانسور شده را مدیریت می‌کند، خدمت می‌کند. مارتین در فیلم مستند Project Censored The Movie: Ending the Reign of Junk Food News (2013) ظاهر شد و 99٪ کارگردانی مشترک: فیلم مشارکتی Occupy Wall Street (2013) را بر عهده داشت.
او از سال ۲۰۱۲ تا ۲۰۱۵ میزبان Breaking the Set در شبکه دولتی روسیه RT America بود و سپس در همان سال The Empire Files را به عنوان یک مستند تحقیقی و سریال مصاحبه در Telesur راه اندازی کرد که بعداً به عنوان یک سریال وب منتشر شد. او در سال ۲۰۱۹ فیلم مستندی را با نام The Empire Files: Gaza Fights for Freedom منتشر کرد.

## زندگی خصوصی
مارتین با مایکل پریسنر، یکی از کهنه سربازان جنگ عراق، یکی از تهیه کنندگان پرونده امپراتوری خود ازدواج کرده است. مارتین اولین فرزند خود را در ۳۱ مه ۲۰۲۰ به دنیا آورد. آنها فرزند دومی دارند که در ۲۹ ژانویه ۲۰۲۳ به دنیا آمد.